# Tornareccio
Tornareccio község (comune) Olaszország Abruzzo régiójában, Chieti megyében.

## Fekvése
A megye központi részén fekszik. Határai: Archi, Atessa, Bomba és Carpineto Sinello.

## Története
Első írásos említése 829-ből származik, amikor a farfai apátság birtoka volt. A következő századokban nemesi birtok volt. Önállóságát a 19. század elején nyerte el, amikor a Nápolyi Királyságban felszámolták a feudalizmust.

## Népessége
A népesség számának alakulása:

## Főbb látnivalói
- Santa Vittoria Vergine-templom
- Madonna del Carmine-templom
- San Rocco-templom
- San Giovanni Battista-templom
- Palazzo Daniele Melocchi